# Museu TAM
Le Museu TAM (« musée TAM » en portugais), également connu sous le nom de Museu Asas de um Sonho, est un musée consacré à l'aéronautique situé à São Carlos, dans l'État de São Paulo au Brésil.
Le musée a été la création de Rolim Amaro (pt), fondateur et ancien président de la LATAM Airlines Brasil (anciennement TAM Airlines), et de son frère João Amaro.
Le bâtiment est annexé au Centre technologique de la LATAM Airlines Brasil à l'aéroport de São Carlos.

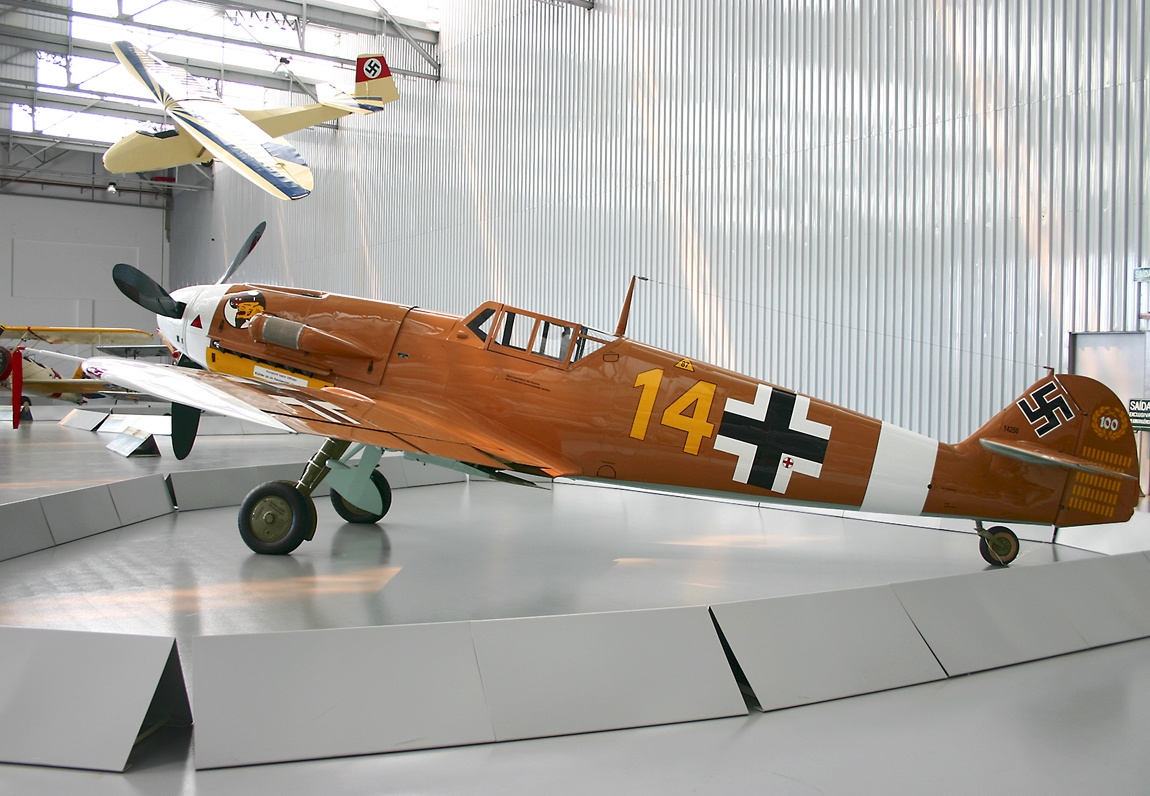
Bf 109 aux couleurs de Hans-Joachim Marseille.

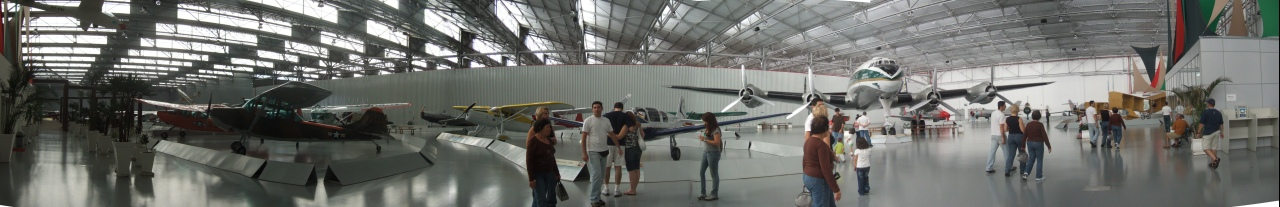
Museu TAM.